# Affaire Leprince
Pour les articles homonymes, voir Leprince.
L'affaire Leprince ou le massacre de Thorigné est une affaire criminelle française qui a défrayé la chronique dans les années 1990.
Le 5 septembre 1994, la Gendarmerie découvre à leur domicile de Thorigné-sur-Dué Christian Leprince, sa femme Brigitte et deux de leurs filles tués sauvagement. En revanche, la plus jeune est retrouvée vivante dans sa chambre.
Le frère de Christian, Dany Leprince, qui habite la maison voisine, est accusé par sa femme Martine et sa fille aînée Célia, dans des déclarations contradictoires qui ont varié.

Dany avoue seulement le meurtre de son frère, après 46 heures de garde à vue, confirme ses déclarations devant la juge d'instruction, puis se rétracte et nie en bloc. Il accusera plus tard sa femme de faux témoignage (lors de ses dépositions, celle-ci changera quatre fois de version au moment de l'instruction) et affirme qu'elle est l'auteure des faits, avec un complice.
Reconnu coupable des quatre meurtres et condamné à perpétuité avec vingt-deux ans de sûreté, Dany Leprince n'a cessé par la suite de clamer sa totale innocence. En 2006, la justice a ordonné un supplément d'information pour une éventuelle révision de son procès. En 2010, la Cour de révision est saisie de l'affaire et ordonne une suspension de peine — et donc une libération provisoire — pour l'intéressé à compter du 8 juillet 2010. Le rejet de la demande de révision le 6 avril 2011 le renvoie en prison, avant qu'il ne bénéficie d'une libération conditionnelle en octobre 2012.
Une seconde requête est examinée le 12 décembre 2024 par la Commission d'instruction . Le 23 janvier 2025, la Commission d'instruction saisit la Cour de révision, ouvrant la voie à une procédure de réhabilitation.

## Les faits

### La découverte du crime
Le lundi 5 septembre 1994, à Thorigné-sur-Dué, dans la Sarthe, à 9 h du matin, Brigitte et Christian Leprince ne sont toujours pas arrivés sur leurs lieux de travail respectifs ; les employés de l’entreprise de carrosserie de Christian Leprince s’en inquiètent, se rendent à son domicile et découvrent les cadavres de Christian, de sa femme et de deux de leurs enfants, Sandra (10 ans) et Audrey (6 ans). Les corps ont été lacérés, pour certains déchiquetés et pour d’autres, à moitié décapités – par un objet tranchant.
Nelly Hatton, la nourrice de la troisième fille du couple, Solène (2 ans), s’étonnant qu’on ne lui ait pas amené la petite, a d'abord tenté de joindre les parents de l'enfant par téléphone à 8 h 45, mais la ligne était occupée. Après son quatrième appel, la ligne était à nouveau libre, mais personne ne répondait. Arrivée la première sur les lieux, elle a découvert le carnage et s’est aussitôt précipitée à la mairie pour donner l’alerte. À son retour, quelques minutes plus tard, elle avait constaté que quelqu’un avait refermé la fenêtre de l’annexe, qui était grande ouverte à son premier passage. D’après son témoignage, il y avait donc ce matin-là dans la maison quelqu’un qui téléphonait et a refermé la fenêtre juste avant l’arrivée des employés de Christian.
Les collègues des Leprince qui ont aperçu la belle-sœur de Christian, Martine Leprince, travaillant non loin de là, la préviennent, mais l’empêchent d’entrer dans la maison pour lui épargner la scène macabre. Martine, s’inquiétant du sort de Solène, se met à la chercher dans les alentours avec la nourrice.
Martine est mariée au frère aîné de Christian, Dany, agriculteur, lequel est parti travailler à 15 km de là, dès 3 h du matin, à son poste d’emballage de viande à l’entreprise Socopa. Il mène de front ce travail nocturne et, dans la journée, son activité d’agriculteur.
Les pompiers, la police et le médecin arrivent. On retrouve alors la petite Solène dans sa chambre. Il n’y a aucune trace de sang dans la pièce ni dans son lit ou sur elle. L'enfant est aussitôt remise à la nourrice. Interrogée le jour-même (5 septembre 1994) à 14 h, elle affirme : "La petite Solène ne pleurait pas [...] A la maison, je l'ai lavée et habillée. Sa couche était sale et il s'agissait probablement de sa couche de la nuit". Elle changera de témoignage en 1995 (voir infra).
Martine appelle son mari à son travail et lui annonce le décès de Christian sans autre précision,.

### Premières constatations et relevé des empreintes
La section de recherche de la gendarmerie d'Angers, dirigée par le capitaine Roger Lembert, est chargée de l'enquête. Le rapport du médecin légiste évalue initialement l’heure du crime entre 20 heures et 23 heures, puis entre 21 heures 30 et 23 heures 30.
Le ou les agresseurs se sont acharné(s) sur leurs victimes. Il y a du sang partout, au sol, sur les murs et jusqu’au plafond. On en trouve aussi près de la boîte aux lettres de Dany et Martine, située entre les deux jardins. Les autopsies révèlent des plaies aussi larges que profondes, pouvant avoir été données par une hache ou un instrument équivalent, et aussi des coups de couteau. Les victimes ont reçu des coups multiples, par dizaines, au crâne, au visage, aux cervicales, ainsi qu’aux mains et aux bras (blessures de défense).
Christian a été tué à l'extérieur, près de l’entrée du jardin de son frère, à proximité de la boîte aux lettres, puis traîné jusque dans sa maison. Il gît dans l’entrée, les jambes jetées sur le corps de Sandra. Brigitte s’est défendue avec un tisonnier avant de succomber. Elle repose dans la cuisine. Audrey a été tuée dans la salle de bain et traînée dans la chambre de ses parents tout le long d’un couloir. Les petites filles étaient en train de se déshabiller pour aller au lit.
On relève dans la maison les indices suivants :
- des empreintes de chaussures à semelles striées taille 40-41 « dont le nombre évoque un piétinement »[16] ;
- une empreinte de chaussure Doc Martens, dont on n’arrivera jamais à identifier le propriétaire, taille 41[17] ;
- un couteau denté en inox dont la lame est cassée et portant l’ADN de Brigitte et de celui d’une autre personne qui n’a pas été identifiée[18] ;
- des mèches de cheveux dans la main de chacune des petites filles, mais sans bulbe, ce qui n'a pas permis à l’époque de les identifier[19] ;
- sur le bureau de Christian, une reconnaissance de dette de 10 000 F, somme qu’il avait prêtée à son frère Dany huit ans auparavant[20] ;
- un détail qui intrigue les enquêteurs : les portes du garage, celle à double battant et celle qui donne sur la cuisine, sont toutes deux verrouillées de l’intérieur. Les gendarmes ont dû entrer dans le garage par effraction, mais on n’y trouve personne[21].

Dans la maison de Martine et Dany, dans le tiroir à couteaux de leur garage : 
- un couteau à manche jaune portant "soit le mélange de deux ADN, soit d'un ADN contaminé par une réaction non spécifique" : résultat non interprétable à l'époque. Selon un autre système d'analyse (D1S80) on trouve un génotype compatible avec celui d’Audrey, "sachant que 6,9% de la population possède ce génotype"[22].

## L'enquête

### Les 5 et 6 septembre: premiers témoignages.
Les premiers témoignages sont recueillis auprès de Dany, Martine et Célia Leprince, d'une voisine, Claudette Froger, et des amis Malherbe.[réf. nécessaire],[non neutre].
- L’après-midi et le soir du dimanche 4 septembre

Dans l’après-midi, les petites cousines ont joué ensemble chez Martine. Brigitte a réclamé ses filles vers 18 heures. Dany a semé du colza dans les champs et s’est rendu dans la soirée chez des amis, les Malherbe, habitant tout près, pour les aider à installer une vieille cuisinière. Il a pris un apéritif avec eux et, d’après leur témoignage, serait reparti vers 22 heures, « n’ayant plus que quatre heures à dormir », puisqu’il devait se lever à 2 heures 30 pour se rendre à son travail. Les Malherbe se seraient étonnés que Martine ne soit pas venue chercher Dany, comme elle le fait habituellement quand il s’attarde chez eux. Renée, sa mère, dit avoir entendu passer la voiture de Dany vers 21 heures 40, et avoir songé que c’était bien tard pour lui, vu ses horaires de travail.
Le retour de Dany est situé à des horaires variables selon les témoins : vers 21 heures ou 21 heures 30 pour Martine Leprince, vers 21 heures 30 pour Dany, et vers 22 heures pour les Malherbe. Dans tous les cas, sa famille avait fini de dîner. Martine témoigne qu’à son retour, Dany a mangé seul, s’est douché et s’est aussitôt couché. Leur fille Célia dit être allée se coucher vers 22 heures avant la fin du film qu'elle regardait, car elle était fatiguée. Martine déclare être restée devant la télévision et s’être couchée vers 23 heures.
Quant à Christian, Brigitte et leurs filles, ils ont dîné ce soir-là chez les parents de Brigitte. Après leur retour, cette dernière a appelé son père au téléphone à 20 h 50. Elle était donc encore en vie à ce moment-là.
- Le lundi 5 au matin

Dany s’est levé comme prévu à 2 heures 30. Martine a alors programmé son réveil pour 6 heures 30 et s’est rendormie. Elle dit qu'elle a quitté la maison un peu en retard, vers 7 heures 45, et que tout lui paraissait calme chez Christian et Brigitte. Elle aurait même pensé qu’ils étaient peut-être encore en vacances. Elle a vaqué à ses occupations ordinaires et précise que rien d’anormal n’a attiré son attention ce matin-là, jusqu’à ce que les ouvriers de Christian viennent la chercher.
Une voisine, Mme Froger, habitant à 200 m, qui était à l'extérieur de son domicile avec son fils de quatorze ans la veille, entre 21 heures 15 environ et 22 heures 15, témoigne qu'ils n'ont rien entendu, et que son chien n'a pas aboyé pendant cette heure qu'ils ont passée dehors. Elle le confirmera quinze jours plus tard, précisant que quand les enfants Leprince jouaient dehors, elle les entendait.

### Le 7 septembre: une feuille de boucher aurait disparu
Le 7 septembre, aux actualités régionales, on parle d’une feuille de boucher comme arme possible du crime. Il s’agit d’un couteau-hache, très large, que les bouchers utilisent pour séparer les côtelettes. Martine se souvient alors que sa feuille de boucher n’était pas dans son tiroir habituel, dans le garage, le 2 septembre. Elle n’y était pas non plus le 5, quand un gendarme a examiné le contenu du tiroir en sa présence.
Elle se souvient alors qu’il y a une feuille de boucher chez ses beaux-parents, s’emporte, appelle les gendarmes, ainsi qu’un ami de la famille, qui sera chargé d’aller la chercher. Elle la donne aussitôt aux gendarmes. La feuille provenant de chez les beaux-parents porte le nom d’un employé de la Socopa, où Martine a travaillé au désossage et au découpage des animaux, quelques années auparavant, avant d’y renoncer pour se consacrer entièrement à son exploitation de céréales et à son élevage de porcs en plein air. Cet employé ne se souvient pas avoir donné son outil à qui que ce soit.
Dany ne s’occupe que de l’emballage de la viande à l’usine et n'a pas de formation pour découper un animal. Il n’a, semble-t-il, jamais non plus appris à utiliser une feuille de boucher dans sa vie privée. Chez eux, à la ferme, c’est toujours Martine qui abat et découpe le cochon, Dany évitant d’y assister, car, comme le précise Célia, « Papa n’aime pas trop ça ». Cette feuille présente un méplat qui pourrait être compatible avec la trace d’un coup violent retrouvé sur la machine à laver de la salle de bains de Christian. L’instrument devient une pièce à conviction. À partir de ce moment, dès le 7 septembre au soir, toute la famille Leprince est mise en garde à vue.

### Du 7 au 9 septembre: gardes à vue de la famille Leprince

#### Garde à vue des parents Leprince
Renée Leprince, la grand-mère des petites filles, témoigne avoir passé, du mercredi 7 au soir jusqu’au vendredi 9 « deux nuits atroces. On nous a traités de tous les noms, on nous a insultés… ». Robert, son mari, dit avoir été giflé : « Ils voulaient me faire avouer que c’était Dany ». Dans l’état de choc où ils se trouvent, ils sont psychiquement affaiblis, et Renée finit par reconnaître que Dany lui aurait rapporté la feuille de boucher le lundi matin, toute sanglante, en lui ordonnant de la laver, ce qu’elle admet avoir fait « puisqu’on lui affirme que le manche était humide ». Elle se rétracte très vite ensuite, affirmant qu’on lui a fait dire n’importe quoi sous la pression,.

#### Garde à vue de Martine Leprince et deuxième version des événements
Les gendarmes constatent que Martine a le nez tuméfié par une ecchymose datant de plusieurs jours d’après le médecin qui l’examine. Elle explique qu’en voulant frapper un cochon avec un tuyau semi-rigide, elle se serait donné ce coup par maladresse, mais ne parviendra pas à reproduire son geste.
Elle confirme d’abord sa première version des événements des 4 et 5 septembre. Puis, pendant une période de repos au cours de laquelle elle dort, le 9 septembre à 2 heures du matin, elle fait un rêve agité, semble vouloir se protéger le visage et s’écrie : « Arrête, arrête ». Lors d’un autre somme, elle s’écrie : « Non, non, non ! » et, à un autre moment : « Pourquoi Dany ? ». Elle a une crise d’angoisse le lendemain et « entend » son mari hurler, mais ne sait pas où. Un médecin lui administre un calmant.
Après ces deux sommes, elle donne une version différente des événements : elle déclare alors que, deux ou trois minutes après que son mari a terminé son repas, le dimanche soir, elle se lève de devant la télévision et apporte les restes aux chiens. Elle entend alors hurler et voit Dany frapper son frère à côté de la boîte aux lettres. Elle s’approche des deux hommes en criant : « Arrête, arrête », passe juste à côté d’eux sans que Dany ait l’air de la remarquer, et se précipite vers la maison de sa belle-sœur pour la prévenir. Mais en entrant, elle la voit gisant au sol avec Audrey et Sandra. Elle n’aurait fait que quelques pas dans la maison, et n’aurait pas touché aux corps « pour éventuellement regarder si elles étaient toujours vivantes », précise-t-elle. Elle explique : « Je n’ai pas cherché Solène, la dernière, parce que je me disais que j’allais la trouver dans le même état que les autres ». Elle retourne aussitôt chez elle en enjambant le grillage par-derrière pour éviter Dany, et se remet alors devant la télévision avec ses filles. Elle ne se serait absentée que sept à huit minutes en tout, et aurait agi ainsi par peur, pour que son mari ne se rende pas compte qu’elle avait tout vu. Ensuite ses filles se couchent, sans qu’elle leur ait dit quoi que ce soit, et elle continue à regarder la télévision et s’y endort.
Toujours selon cette version, elle se réveille à 23 heures et va se coucher auprès de son mari. À 2 heures 30, le réveil sonne pour Dany, qui part à son travail. Ils ne se disent rien. Elle règle alors l’alarme sur 6 heures 30 et se rendort. Elle se réveillera en retard. En partant à la ferme avec sa fille Célia, elle avait bien vu qu’il n’y avait pas le corps de Christian près de la boîte aux lettres, mais n'avait pas regardé davantage.
Elle précise qu’elle avait pensé à appeler la gendarmerie le lundi matin, « mais j’avais tellement peur et puis tout cela me semblait irréel, comme un cauchemar. J’avais dans la tête des flashs… ».
Le soir du 9 septembre, Martine Leprince est présentée à la juge d’instruction, qui l’entend comme témoin et accepte sa version des faits. Martine Leprince ne sera jamais mise en examen. Pour Maître Cornut, avocat de Dany Leprince, dès ce premier témoignage, « on va considérer qu’il est le coupable et l’entendre comme un coupable ».

#### Garde à vue de Célia Leprince
Lors de sa garde à vue, Célia présente, elle aussi, une nouvelle version des faits, mais différente de celle de sa mère. Le 4 septembre au soir, sa mère serait partie pendant la première partie du film. Pendant la coupure de publicité, Célia ouvre à ses chiens qui se précipitent dehors en aboyant. Elle entend alors « des bruits et des cris » dans la maison de ses cousines. Elle voit « un homme » poursuivre son oncle Christian jusqu’à la boîte aux lettres et le frapper. Elle dit avoir ensuite reconnu son père. Elle précise qu'il a un long couteau, qu'elle le voit frapper son oncle puis le tirer dans la maison. Son oncle crie sous les coups et, au même moment, elle entend des hurlements stridents et des cris d’enfants dans la maison de ses cousines. Elle ne voit pas sa mère, ne sait pas où elle est et s’inquiète « de ne pas avoir vu ni entendu sa mère pendant une heure, puis jusqu’au lendemain matin ». Elle va se coucher, terrorisée.

#### Garde à vue et aveux de Dany Leprince
Pendant deux jours et deux nuits, Dany Leprince maintient sa première version des faits. Mais le 12 septembre, à la 46e heure de sa garde à vue, il craque et raconte qu’après avoir pris l'apéritif, le 4 septembre au soir, il est rentré très énervé, car il avait des problèmes d'argent. Il décide alors de demander à son frère Christian de lui prêter 20 000 F, alors qu'il lui en devait déjà 15 000. Selon cette version des faits, Dany « s'engueule » avec son frère, à la porte de sa maison, en présence de Brigitte, qui se trouvait derrière son mari. Tous deux refusent de l'aider. Le ton monte, Christian veut aller en parler à sa belle-sœur Martine et part vers la maison de son frère. Alors que Christian passe à côté de la boîte aux lettres et du passage, Dany l'aurait rattrapé et frappé avec la feuille de boucher qu'il tenait dans le dos ». Il aurait pris cette feuille dans le tiroir où Martine range les couteaux, entendu sa femme lui crier « Arrête, arrête » et lui aurait répondu : « Mêle-toi de ce qui te regarde ». Il précise alors : « Martine est au courant de ce qui s'est passé, mais elle n'a rien pu faire ».
Après, tout est flou, il se souvient être rentré, avoir dîné et s'être couché. Le lendemain, il se lève à 2 heures 30 pour aller travailler. Il aurait déposé la feuille de boucher chez sa mère « plus tard dans la journée ».
Bien qu'il reste encore deux heures aux enquêteurs pour l'interroger (la garde à vue ne pouvant excéder 48 heures), les gendarmes s'en tiennent là sans avoir obtenu d'information sur les meurtres de Brigitte et de ses filles, ni sur l'existence d'éventuels complices. Détail étrange : Dany Leprince aurait pris la feuille de boucher dans le tiroir même où Martine aurait constaté, dès le 2 septembre, sa disparition. En pleine nuit, Dany Leprince est présenté à la juge d'instruction Céline Brunetière et se dit prêt à s'expliquer par lui-même, sans l'assistance d'un avocat. Elle recueille donc sa déclaration telle quelle, mais ne peut lui poser de questions en l’absence de l'avocat. Après quoi, elle le fait incarcérer.
Leprince va ensuite se rétracter avec véhémence et clamer son innocence : il explique que, traumatisé par le massacre des siens, ayant subi des pressions intenses pendant 46 heures, on lui aurait fait croire qu'une fille qu'il entendait crier dans la pièce voisine était la sienne ; il dit qu'il était « à bout » et qu'il n'a fait que reconnaître tout ce que les Gendarmes lui suggéraient, lui martelaient, depuis des heures. « C'est ce qu'ils voulaient entendre pour que ça s'arrête. Alors j'ai dit ça, certain que l'enquête trouverait la vérité ».
Le gendarme Roger Lembert, qui a effectué l'enquête de flagrance durant les cinq premiers jours, admet que les conditions sont dures en garde à vue, mais il fait valoir que les enquêteurs sont eux-mêmes soumis à la pression de l'opinion et des journalistes et « nécessairement passionnés » par l'horreur des crimes.

### Le bruit se répand que «Dany le boucher» aurait avoué les quatre meurtres
Après les aveux de Dany Leprince, le procureur de la République annonce aux journalistes qu'« il y a des aveux », sans préciser qu'il n'a avoué que le meurtre de son frère, et « d'autres éléments permettant de les conforter ». La presse en conclut aussitôt que Dany Leprince a avoué les quatre meurtres, et les journalistes n’hésitent pas à l’écrire et à en faire leurs gros titres : on parle de lui comme de « Dany le boucher ».
Dans son arrêt de renvoi devant la cour d’assises, la chambre d’accusation elle-même écrira : « En tous cas, il est constant que Dany Leprince a reconnu les meurtres de son frère, sa belle-sœur et ses deux nièces ».

### Dany Leprince donne sa version de la soirée du 4 septembre
Fin septembre, Dany Leprince accuse sa femme : elle aurait menti, ce serait elle l’assassin. Il l'accuse de faux témoignage, et se dit convaincu que les crimes ont eu lieu avant son retour, ce soir-là. Il affirme qu’à son retour, le 4 septembre au soir, il y avait un « silence de mort dans la maison ». D’après lui, les enfants étaient couchés. Sa femme lui tournait le dos, assise dans un autre fauteuil que celui qui lui était habituel. Elle avait les cheveux mouillés, portait des chaussures et une tenue de ville - alors qu’elle porte habituellement un peignoir après sa douche du soir – et ne répondait pas quand il lui parlait. Contrairement à son habitude, elle n’avait pas fait réchauffer le dîner de son mari. Il a entendu la machine à laver tourner alors qu’il prenait sa douche, vers 21 h 40, ce qui n’était pas normal non plus, d’après lui. Il dit avoir regardé la télévision dans sa chambre pendant 10 minutes avant de dormir. Il y avait sur la une un film avec Charles Bronson dont il décrit une scène précise. Ce détail donnera lieu à investigation, plus tard, par la Commission de révision des condamnations pénales. Beaucoup plus tard, après la procédure, il affirmera aussi être certain qu’elle serait sortie après qu’il se soit couché, car il avait dû reculer le siège en reprenant sa voiture, cette nuit-là, à 3 heures du matin. Il pense qu’elle a dû partir après qu’il se soit endormi, vers 22 h, car il n’a pas entendu le moteur.
Pendant la garde à vue, il dit n’avoir pas cru ce que les gendarmes lui disaient et avoir avoué et même « inventé » des choses fausses, parce qu’il croyait entendre sa fille crier. Il essayait alors de protéger sa femme. C’est seulement par son avocat qu’il aurait compris, bien plus tard, que sa femme l’avait vraiment accusé de meurtre. Il aurait trouvé son comportement très bizarre, en y réfléchissant après coup : qu’elle dorme à ses côtés sans rien dire ce soir-là, qu’elle n’appelle pas les secours, qu’elle ne veuille pas de sa présence quand elle répondait aux gendarmes.
En ce qui concerne le témoignage de sa fille Célia, qui l’accablait en pleurant lors d’une confrontation, il affirma qu’elle était « très courageuse de [l]’accuser pour protéger sa mère ».

### La recherche des preuves et le débat sur les éventuels mobiles

#### Absence de preuves matérielles
Les enquêteurs ne disposent d’aucun élément de preuve matérielle de l’éventuelle culpabilité de Dany Leprince.
- On ne retrouve aucune empreinte de Dany Leprince sur les lieux du crime
- Les ADN masculins trouvés sur les lieux ne correspondent pas au sien. On ne testera aucune autre empreinte ADN que celles des victimes, la sienne et celle de sa femme[51].
- Sur le pantalon jean qu’il portait la veille, et qui n’a pas été lavé, on ne trouve qu’une tache de rouille, provenant sans doute du transport de la vieille cuisinière, le dimanche soir, et du sang d’animal. Pas une seule goutte de sang humain sur aucun de ses jeans[52].
- Dany Leprince chausse du 46[53] et n’a jamais possédé de chaussures Doc Martens[54].

#### Reconstitution des événements
Le déroulement des événements est difficile à reconstituer, car les témoignages recueillis en garde à vue sont contradictoires. Tous semblent s’accorder sur ce seul point : Dany Leprince aurait tué son frère près de sa boîte aux lettres, environ 3 minutes après être sorti de table. Mais puisqu’on impute les quatre meurtres à Dany Leprince, à quel moment Brigitte et ses filles auraient-elles été massacrées dans leur maison ? Avant ou après le meurtre de Christian ?
Une reconstitution des événements est organisée le 12 avril 1995. Dany Leprince refuse d’y participer. Il continue à clamer son innocence. La reconstitution reprend la version de Martine Leprince, en supposant que Christian n’était pas présent lors du massacre de sa famille, et qu’il aurait été tué à son retour. Cette reconstitution n’a pas permis de répondre à un certain nombre de questions, à savoir :
- Christian, Brigitte et leurs filles étaient rentrés tous ensemble, ce soir-là, d’avoir dîné chez les grands-parents, et se préparaient à se coucher. Quelle preuve a-t-on que Christian se serait absenté ?
- La reconstitution ne mentionne pas les hurlements stridents et les cris d’enfants que Célia, lors de sa garde à vue, disait avoir entendus dans la maison, en même temps qu’on assassinait Christian à l’extérieur.
- On n’explique pas comment, au même endroit que sa mère (devant leur garage) et au même moment (assassinat de Christian), Célia n’a ni vu ni entendu sa mère qui courait d’une maison à l’autre en criant « Arrête, arrête ». Martine indique dans la reconstitution qu’elle ne se souvient plus si elle est passée à côté des deux hommes ou directement à travers la haie.
- Il n’est fait nulle part mention de l’existence possible de complices, alors qu’on a trouvé des empreintes non identifiées sur les lieux.
- Martine Leprince dit être revenue presque tout de suite après la macabre découverte. Pourtant Célia ne l’aurait pas vue « pendant une heure et jusqu’au lendemain ».
- On ne met pas en scène la version présentée par Dany Leprince, alors que ses aveux lui seront portés à charge.

#### Pour le mobile, on envisage deux hypothèses: l’argent et la jalousie
On suppose que l’exploitation de Dany et Martine Leprince perdait de l’argent, ce qui obligeait Dany à travailler 18 heures par jour, dès 3 h du matin à la Socopa, avant de reprendre le travail à la ferme dans la journée. Ils étaient dans le rouge, avec une grosse échéance de 20 000 F à régler. De plus, on a retrouvé sur un bureau, chez Christian, la reconnaissance de dette de 10 000 F qu’il avait consentie plusieurs années auparavant à son frère Dany.
La défense affirme que la situation financière de Dany Leprince n’était pas aussi mauvaise qu’on l’a prétendu, qu'il était « plutôt bien payé » à la Socopa, et les parents témoignent qu’ils sont toujours prêts à aider leurs enfants, y compris pour leur prêter de l’argent ou se porter caution, en cas de nécessité. La défense plaide aussi qu’à supposer que des ennuis d’argent puissent conduire à un « coup de folie », pourraient-ils expliquer une telle furie sanguinaire, même contre des enfants ? Elle suggère aussi que la présence, bien en évidence, de la reconnaissance de dette pourrait bien être une mise en scène destinée à faire accuser Dany Leprince. En outre, les enquêteurs ont trouvé dans la maison d’importantes sommes d’argent liquide, pouvant donner à penser que l’argent n’était pas le mobile du crime.
Reste le mobile de la jalousie. L’entreprise de carrosserie de Christian est prospère, et Brigitte travaille à la Poste. Le couple peut partir en vacances – ils reviennent d’ailleurs de vacances en Ardèche – et s’offrent des grasses matinées pendant le week-end, alors que Martine et Dany travaillent tous les jours à leur exploitation. Mais, selon leurs proches et plusieurs employés de la carrosserie, Dany était fier de son frère et de sa réussite. Un témoin affirme : « Les deux frères s’entendaient à merveille. Par contre, les deux belles-sœurs, c’était pas pareil ».
À propos des belles-sœurs, Robert Leprince signale que sa belle-fille Martine est « une grosse jalouse », et Renée Leprince reconnaît qu’on l’entendait marmonner sur « l’argent d’en face ». La nourrice parle même d’une « certaine forme de jalousie maladive » de Martine à l’égard de sa belle-sœur. Brigitte et Christian ont fait agrandir leur maison et installer des Velux sur leur toit, prélude à un aménagement du grenier. Mme N. Hatton, la nounou, témoigne que ces agrandissements étaient insupportables pour Martine, qui se plaignait de la réflexion du soleil dans leurs vitres « avec un ton d’agressivité pas possible ». En mai 1994, soit trois mois avant le drame, Christian offre en plus à sa femme une superbe Triumph décapotable qui semble narguer les envieux. Pourtant on convient que Martine n’hésite pas à rendre service à sa belle-sœur, à garder ses enfants ou à nourrir son chat quand elle s’absente.

### Le témoignage de Solène
La petite Solène avait été confiée à sa nourrice après le drame. La nounou avait d’abord jugé que Solène n’avait apparemment pas assisté au carnage, puisqu’on l’avait retrouvée dans sa chambre, en forme, et sans une trace de sang nulle part. Très sollicitée par la presse, la nounou avait expliqué, le 13 octobre suivant le drame, que la petite fille se portait très bien, commençait à parler, ne mentionnait jamais les événements sanglants, ne faisait pas de cauchemars.
Mais en 1996, son témoignage change : Solène reconnaît son oncle Dany sur une photo qu’elle frappe en criant « Dany méchant, frapper maman, Yaya, Yéyé » (surnoms de ses sœurs). Elle dit aussi : « […] moi cachée dans grenier ». Elle se met à gribouiller des petits bonshommes barbouillés de rouge, et à « laver frénétiquement les pieds de sa poupée ». Elle raconte aussi que sa tante Martine est « mignonne, elle a dormi avec moi, elle a fait le bain »,. On pose alors l’hypothèse qu’elle aurait pu assister au carnage, et, sortant de sa chambre, aurait marché dans le sang.
La juge Brunetière cherche à vérifier ces témoignages : elle vérifie que l’enfant reconnaît les membres de sa famille sur des photos, y compris ses parents et ses sœurs. Ayant pris l’enfant sur ses genoux, elle constate que la petite frappe avec une grande colère la photo de son oncle quand on la lui présente. La juge demande aussi une expertise à une pédopsychiatre, le Dr Liliane Daligand, qui estime que les propos de l’enfant sont crédibles, qu’elle parle avec « ses mots à elle, ses sensations à elle […]. En particulier, le fait qu’elle dise : « Ils criaient et Maman essayait de les calmer », il n’y a qu’elle qui a pu assister à ça ».
On évoque le fait que Solène aurait « assisté » au carnage, à cause de la photo, mais on ne semble pas envisager qu’elle a très bien pu, sans sortir de sa chambre, entendre les hurlements stridents, derrière sa porte, sans pour autant avoir rien vu. Martine Leprince y a pensé, puisqu’elle a téléphoné à la nourrice le 7 septembre pour lui demander si Solène « a vu ou entendu quelque chose ». Lors du procès, l’avocat de Dany Leprince, Me Jean-Louis Pelletier, posera la question de savoir, dans tous ces souvenirs, « lesquels proviennent effectivement de ce qu’elle a vécu, et lesquels lui ont été éventuellement suggérés».
Roland Agret, de l’association Action Justice, qui défend Dany Leprince, fait remarquer que l'intéressé, avec les horaires de travail qu’il s’imposait, n’avait que très peu de temps pour s’occuper de ses propres enfants. Quel souvenir d’un oncle toujours au travail peut bien avoir conservé un bébé de deux ans, habitant dans la maison voisine, et ceci deux ans après les faits ? Roland Agret estime aussi que si la petite avait été là, « les monstres ne l’auraient pas épargnée.

### Les troisième et quatrième versions de Martine Leprince
En mars 1996, Claudette Froger, voisine des Leprince, témoigne que le soir du crime, vers 22 heures, elle aurait entendu et vu « passer à vive allure » la voiture de Dany et Martine Leprince, sans voir qui conduisait,. La nounou, elle, suggère que Renée Leprince, mère de Dany et Christian, était peut-être déjà au courant du massacre quand elle est arrivée le 5 au matin. En mars 1995, contrairement à son premier témoignage, la Nounou avait dit se souvenir que la couche n'était pas celle de la nuit, le lendemain du massacre, et que la petite "sentait le bain". Elle confirme ce témoignage en mars 1996: l'enfant "donnait l'impression qu'un bain lui avait été donné le matin même".
Martine Leprince est convoquée chez la juge qui l'informe de ces témoignages, ainsi que des propos de la petite Solène sur le bain que lui aurait donné « Gentille mamy » (surnom de sa tante Martine). Martine Leprince a alors un « flash » de mémoire : elle dit se souvenir que lorsqu'elle s'est précipitée dans la maison de Christian et Brigitte, le soir du drame, elle aurait trouvé Solène dans sa chambre, avec du sang sur elle. Elle l'aurait alors emmenée, l'aurait lavée dans sa salle de bains, puis serait allée en voiture chez sa belle-mère, lui expliquant que « Dany est devenu fou », qu'il a tué tout le monde, et lui demandant de prendre en charge la petite. Renée Leprince aurait alors refusé de recueillir Solène, au prétexte qu'il fallait « sauver Dany », et lui aurait demandé de ramener la petite dans sa chambre, dans la maison de ses parents, pour faire comme si de rien n'était,. Martine Leprince aurait alors ramené la petite Solène dans sa chambre - n'osant pas la garder chez elle, de peur que son mari-assassin la voie - serait restée auprès d'elle jusqu'à ce qu'elle s'endorme, puis serait rentrée chez elle. Quant aux parents Leprince, ils vont nier catégoriquement avoir jamais vu arriver leur belle-fille avec Solène ce soir-là.
Quelques jours après, le 14 mai 1996, Martine Leprince réitère son récit, en précisant cette fois que dès le retour de Dany, il s’est disputé avec elle dans le garage et n’est « à aucun moment entré dans la cuisine ». « Il est donc sorti sans manger » dit-elle, et par la suite, elle ne se souvient plus l’avoir vu dîner chez eux.

## Le procès
Le secret de l’instruction a été bien gardé, et mis à part les premières indications données en 1994 par le procureur, plus rien n’a filtré de l’enquête et de l’instruction jusqu’au procès, qui s’ouvre le 11 décembre 1997.
L’arrêt de renvoi, lu ce matin-là devant la cour, énonce qu’« en tout cas, il est constant que Dany Leprince a reconnu les meurtres de son frère Christian, de sa belle-sœur Brigitte, et de ses deux nièces Sandra et Audrey » et reprend les versions de Martine Leprince, y compris son intervention pour sauver sa nièce. Dany Leprince ne cesse de réaffirmer son innocence et met en cause sa femme. Les deux experts psychiatres décrivent Dany Leprince comme un « individu insensible capable d'une violence extrême et aussi de renier intérieurement un crime qu'il sait avoir commis ». Martine Leprince leur apparaît « fragile [… ] très apeurée, […] pas sûre d’elle du tout », « elle a énormément de mal à s’exprimer, elle sanglote », est victime d'un malaise. Elle confirme ses accusations, ainsi que sa fille Célia. Dany Leprince crie : « Elle ment ! Depuis trois ans, elle calque ses dépositions sur mes aveux extorqués ». Il pense qu’elle a commis ce crime avec un amant. Mais il ne peut rien démontrer.
Le procureur général reconnaît que le mobile de la jalousie entre les deux couples n'est pas suffisant et que « le procès n’a pas permis de comprendre ce qui s’est réellement passé ce dimanche soir du 4 septembre » mais « reste ferme » et demande la peine maximale.
L’avocat de la défense, Me Jean-Louis Pelletier expliquera qu’il a essayé de semer le doute, notamment à propos de l’empreinte de la mystérieuse chaussure Doc Martens, mais que c’était insuffisant pour contrebalancer le désir de « vengeance sociale ».
Dany Leprince est condamné à la prison à perpétuité avec une période de sûreté de 22 ans. En 1997, la condamnation en cour d'assises était rendue en dernier ressort, ce qui signifie qu'il n'y avait aucune possibilité d'appel.

## Contre-enquête et demande de révision du procès
Un Comité de soutien est créé sous l'impulsion de Corinne Justice pour tenter d’obtenir la révision du procès de Dany Leprince. En 1997, il n’était en effet pas encore possible de faire appel d’une condamnation prononcée par une cour d'assises. Ses avocats forment alors pourvoi en cassation qui est rejeté dix-huit mois plus tard. Pour découvrir des éléments nouveaux, les parents Leprince mandatent le détective Roger-Marc Moreau, qui fera intervenir en soutien Roland Agret, alors consultant. L'un était chargé d'enquête, l'autre des démarches auprès des autorités judiciaires. Roger-Marc Moreau était à l'époque le directeur des enquêtes de l'association présidée par Roland Agret qui, avec Roger-Marc Moreau, va se mobiliser à leurs côtés et mettre en place de nouvelles investigations pour recueillir de nouvelles informations.
En octobre 2005, une requête en révision s'appuyant sur le travail de Roger-Marc Moreau assisté par Corinne Justice a été déposée par Maître Chambon et Maître Cornut. Il faut souligner que l'élément écarté par le détective (l'homme dans le grenier) avait été incorporé dans la requête par Roland Agret. Selon ce dernier, il aurait été l'élément déclencheur de l'ouverture d'une information (alors que pour Roger-Marc Moreau cet élément, qu’il considérait comme étant fantaisiste, ce qui sera pleinement confirmé par la Cour de révision, ne pouvait que desservir les intérêts de Dany Leprince). Ultérieurement, d'autres mémoires, mentionnés et datés dans l'arrêt seront adressés par Roland Agret à la Commission. Le 1er novembre 2005, Roger-Marc Moreau quitte Action-Justice, association à laquelle il reproche des malversations, à la suite de quoi, sur l'instigation de Roland Agret, il recevra de la part de sa mandante, Madame Renée Leprince (aujourd’hui décédée), une lettre de dessaisissement ne faisant état d’aucun grief et contenant des remerciements pour son action.
Cependant, malgré la publication de la lettre confirmant les dires de Roger-Marc Moreau, cette version est contestée par Roland Agret et une petite partie de la famille constituant le comité Leprince (actuellement en conflit ouvert avec Dany Leprince et sa seconde épouse Béatrice, née Poissant). Selon eux, il aurait été écarté d'Action Justice de la même façon qu'il l'a été de l'affaire Leprince. Un climat délétère s'installe.
Roland Agret, soutenu par son épouse Marie-Jo et par Élise et Gérard Hemonnet, très investis dans le soutien à leur cousin Dany, vont alors prétendre avoir repris toute l'enquête à zéro pour ne pas abandonner Dany Leprince et sa famille Leprince bien éprouvée.
Juste après la condamnation de Dany Leprince, en décembre 1997, une dentiste, Madame Rouxel, raconte avoir été appelée au téléphone par un homme qui croyait avoir fait le numéro de la gendarmerie, ne différant du sien que par un chiffre. L'homme aurait voulu lui parler quand même, et la conversation soigneusement notée par cette dame, durera une heure vingt. Cet homme prétendait que le soir du drame, il faisait des travaux d'électricité « au noir » dans les combles situés au-dessus du garage, chez Christian et Brigitte. Il aurait alors entendu une violente dispute entre deux femmes dont il dit avoir reconnu les voix. Puis, plus tard, des cris et des hurlements horribles. « Pendant une accalmie », il serait descendu et aurait découvert Brigitte, ainsi que ses filles « hachées », selon ses propres termes. Le corps de Christian n’avait pas encore été traîné dans la maison. Il indique que Brigitte n’était pas encore décédée et qu’on est venu l’achever par derrière plus tard. Il aurait alors trouvé Solène, « cachée sous son lit », aurait pris du rechange pour l'enfant et l'aurait emportée dans les combles. Il aurait entendu de nouveau des cris, plusieurs voix d’hommes. Il aurait passé la nuit avec « la puce » dans ce grenier, sur un matelas, et, le lendemain, l'aurait changée et l'aurait remise dans sa chambre « aux premiers bruits » de la découverte du carnage. Il se serait alors enfui par le toit.
Pourtant, interrogé par la Commission de révision des condamnations pénales, cet homme dira ne se souvenir de rien. Précédemment interrogé, en août 2005, par le détective Roger-Marc Moreau, en présence de Corine Justice, il dira « avoir tout inventé en lisant les journaux et justifiera son comportement par une pathologie liée à une consommation excessive d'alcool lui ayant déjà, par le passé, fait commettre des actes similaires et notamment un faux attentat à la bombe » ; ce dernier décidera alors d'écarter ce témoignage rocambolesque. Cependant, Roland Agret, qui avait visité la maison avec Roger-Marc Moreau en 2005 pour vérifier l'information, va découvrir l'existence d'un escalier escamotable qui mène aux combles au-dessus du garage. Selon lui, à l’époque, les gendarmes n’auraient pas compris pourquoi et comment le garage était fermé de l’intérieur et auraient été obligés d’y entrer par effraction (cet élément est contesté par la gendarmerie). Ils n’auraient pas remarqué l’escalier encastré dans le plafond (mais existait-il à l'époque ?), cependant cette version de Roland Agret ne sera jamais confirmée. La position des corps indiquée par cet homme correspondrait à ce qu’on a découvert, même si cet élément était connu du public. Le surnom de la petite Solène était effectivement « la puce ». On se souvient qu’elle avait dit : « Moi cachée dans grenier » après le drame. Ce témoignage est toutefois controversé : il semble éventuellement cadrer avec certains faits, mais les horaires qu’il donne sont faux, car il situe l'action dans l'après-midi. En outre, les travaux d’électricité avaient été achevés en juillet, il ne restait plus qu’à poser la tapisserie. Enfin l’homme souffrait d’alcoolisme et, d'après son entourage, avait tendance à s’inventer des histoires. En définitive, cet élément sera écarté par la Cour de révision, qui indiquera dans son arrêt : « Attendu qu’il est établi à présent que les invraisemblances du récit initial de M. Laurent Rousseau lui ôtent tout crédit, que l’heure des faits qu’il avait indiquée ne peut, notamment, correspondre à la réalité des événements, puisqu’il est constant que M. Christian Leprince et sa famille étaient encore en vie le dimanche soir à 20 heures 50 ».
En 2006, un dénommé Jouanet contacte Roland Agret, lui indiquant qu'un gros couteau de boucher, marqué « Leprince », aurait été retrouvé par hasard lors de travaux de terrassement par Maurice Lebarbier, conducteur d’engins, alors qu’il enlevait un tas de terre en bordure de route. Ce dernier confirme le fait ; il aurait montré ce couteau à ses employeurs, lesquels ont confirmé, et aurait fait deux dépositions, dans deux gendarmeries. Les journalistes de l’émission Special investigation font des recherches, découvrent que des gendarmes ont enquêté sur un couteau, mais, à la gendarmerie du Mans, on ne se souvient de rien. Les pièces concernant cette affaire auraient dû être transmises au parquet du Mans, mais là encore, on n’en retrouve aucune trace. À la Socopa, on confirme que Dany Leprince n’a jamais eu de couteau à son nom, mais que sa femme Martine était à une époque employée au désossage des animaux dans les abattoirs et possédait des couteaux gravés à son nom.

### Les actions menées pour obtenir la révision du procès
Le comité de soutien, mené par Corinne Justice, Roger-Marc Moreau et l’association Action-Justice de Roland Agret mènent des actions de sensibilisation de l’opinion, via les journaux et la télévision. Un numéro de l'émission Sept à huit sur TF1, réalisé par Nicolas Poincaré, un Secrets d'actualité par Anne-Sophie Martin, sur M6 un reportage de Karl Zéro, entre autres émissions, de nombreux articles dans les journaux commencent à toucher l’opinion. En janvier 2008, Roland Agret et Nicolas Poincaré publient leur livre Condamné à tort : l’affaire Leprince.

### La Cour de cassation demande un complément d’enquête en 2006
Le rapport, à l'époque essentiellement basé sur les éléments recueillis par Roger-Marc Moreau, est déposé à la Commission de révision des condamnations pénales, pour appuyer une demande de révision du procès. Il est soutenu par Maîtres Samuel Cornut et Dominque Chambon, alors avocats de Dany Leprince qui seront remplacés ensuite par Maîtres Yves Baudelot et Jean-Denis Bredin. Le 20 mars 2006, une décision de la Commission admet que des éléments introduisent un doute sérieux quant à la culpabilité de Dany Leprince. Un complément d’enquête est demandé contre l’avis du parquet. Malheureusement, les scellés en garde au greffe du Mans ont été détruits en 2001 ; ils mentionnaient notamment le bouton violet retrouvé près du corps de la petite Sandra. Comme on est également sans trace du couteau de boucher portant l’inscription « Leprince » retrouvé par hasard au bord d’une route, et disparu depuis, on a donc détruit ou égaré au moins deux objets qui auraient pu constituer des pièces à conviction.
En 2008, deux scellés sont toutefois retrouvés au CHU de Nantes, où ils avaient été envoyés pour analyse : il s’agit du couteau cassé ensanglanté retrouvé dans la maison du drame, et des cheveux retrouvés dans les mains des fillettes. L’empreinte ADN retrouvée sur ce couteau n’appartient pas à Dany Leprince. Quant aux cheveux, qu’on ne pouvait exploiter à l’époque car ils n’avaient plus leurs bulbes, ils seraient désormais exploitables, les techniques ayant évolué depuis 1994.
En 2008 également, de nouvelles expertises ont montré que les ADN mêlés retrouvés sur un couteau à manche jaune, retrouvé chez Martine Leprince, seraient compatibles avec le sien et celui de l’une des petites filles assassinées.

### Nu dans sa cellule
Dany Leprince a choisi de rester « nu à perpète devant la justice » pour protester contre son incarcération. Il a renoncé à ses vêtements, en mars 2007, restant désormais confiné dans sa cellule, ce qui le privait aussi de visites.
Cette action est la seule intentée par Dany Leprince, sur la suggestion de Roland Agret, qui lui avait demandé de se manifester de sa prison.
Le président d'Action Justice, pour soutenir Dany Leprince, tiendra une conférence de presse dans un hôtel du Mans, lui-même complètement nu.

### Renée Leprince se suicide
Renée Leprince, après dix années de combat pour obtenir la révision du procès de son fils, se suicide en 2007. La semaine suivante, le 24 juin 2007, un Sept à huit sur TF1 retrace les principaux éléments de l’affaire : « Quelques heures avant l’enterrement, Dany Leprince a été amené discrètement au funérarium où reposait sa mère. Deux brigadiers en civil et un chauffeur [l’accompagnent], pas de gendarmes, un geste exceptionnel de la part de l’administration pénitentiaire ». Dans son livre Condamné à tort, coécrit avec Nicolas Poincaré, Roland Agret raconte comment, avec le soutien des cousins de Dany Leprince, la famille Hemonnet, il est parvenu à obtenir cette permission de sortie, peu ordinaire dans un tel contexte.
Dany Leprince s’est remarié en prison en février 2008 avec Béatrice, médecin dans la région bordelaise, qui lui avait écrit après la mort de sa mère et qui s'est engagée auprès de lui dans son combat pour obtenir la révision de son procès. Il était défendu désormais par Maîtres Yves Baudelot et Jean-Denis Bredin, qui avaient travaillé avec Denis Seznec à la réhabilitation de son grand-père, Guillaume Seznec.

### Juillet 2010: saisie de la Cour de révision et mise en liberté
Le 1er juillet 2010, après cinq années d'investigations, en s'appuyant sur la contre-enquête de Roland Agret, citée en page 10 de son arrêt, la commission de révision de la Cour de cassation a finalement saisi la Cour de révision, ce qui laissait augurer une éventuelle annulation de sa condamnation. Elle a également ordonné une suspension de peine alors que la décision d'annulation de la condamnation n'avait pas encore été prise, ce qui est rarissime en justice.
Dany Leprince a été libéré de la centrale de Poissy, où il était détenu, le jeudi 8 juillet 2010 à 9 h 50 après la suspension de sa peine par la commission de révision des condamnations pénales. Parmi les éléments retenus par la commission de révision en faveur de la révision, et qui seront repris par l’avocat général, Claude Mathon, s'appuyant sur la Loi n° 2011-267 du 14 mars, Chap. III, section 1, on peut citer les faits suivants :
- On a identifié, sur le couteau à manche jaune, un ADN pouvant correspondre à celui d’Audrey ou à celui de Martine Compain (ex-épouse Leprince).
- Martine semblait avoir très fréquemment d’importants trous de mémoire. L’expertise psychiatrique a « fait état de l’absence d’amnésie lacunaire d’ordre psychologique et évoque la possibilité d’une simulation ».
- Elle a lâché à un expert la phrase suivante : « Je me demande si je n'ai pas fait quelque chose ; j'ai peut-être tué quelqu'un, je l’ai dit à mon avocate »[13].
- La précision donnée par Dany Leprince sur l’horaire de la séquence de son film, à la télévision, avec Bronson (Le Flingueur) s'est révélée exacte et rend invraisemblable qu’il ait pu accomplir un tel carnage dans l’horaire qui a été indiqué par ses accusatrices.
- Le couteau gravé « Leprince » est un élément nouveau indiscutable.
- On a découvert la présence auprès de la juge d’instruction chargée de l’enquête d’un auditeur de justice dont les parents ont employé Martine Compain pendant cinq ans.
- Le major qui commandait la brigade de gendarmerie du Mans, à l’époque de l’enquête, « a entretenu avec les familles respectives de Martine Compain et de Nelly Hatton des rapports incompatibles avec la procédure en cours ».

Quelque temps avant cette libération, Corinne Justice, qui s'était beaucoup investie dans le comité Leprince, a été écartée par la famille Leprince. Action Justice, Marie-Jo et Roland Agret vont complètement s'éloigner de l'affaire, ne supportant plus les injures proférées sur un blog ouvert par Béatrice Leprince, dédié en soutien à son mari et les actions isolées qu'elle commettait sans concertation, qu'ils considéraient comme des trahisons de sa part. Le Groupe Renée Leprince qui soutenait le condamné et animé par une partie de la famille proche de Roland Agret, va jeter l'éponge en invoquant les mêmes raisons. Plus tard, c'est l'association « des amis de Dany », présidée par Christine Fournier (qui a créé ensuite une association de soutien à la mémoire des victimes en réclamant une révision de procès) va se dissoudre, faisant état dans la presse de « manipulations ». À sa sortie de Poissy, hormis son avocat, seule Béatrice Leprince était présente. Même ses amis n'avaient pas été conviés. Robert et Alain, père et frère, n'avaient pas été prévenus, donc pas invités à cet événement.

### Mars 2011: la Cour de Cassation renvoie Dany Leprince en prison
Le 14 mars 2011, un avocat général de la Cour de cassation siégeant comme cour de révision a demandé la tenue d'un nouveau procès. Il a également demandé la réouverture des poursuites dans l'affaire, visant probablement l'ancienne épouse de Dany, Martine Compain. Dans l'histoire du droit français, c'est la 9e fois qu'une telle procédure de révision aboutit. La décision a été mise en délibéré jusqu'au 6 avril 2011.
Le 6 avril 2011, la requête a été rejetée par la Cour de révision et Dany Leprince est retourné en prison.
Martine Anzani, présidente de la Commission qui avait travaillé pendant cinq ans sur ce dossier, s’est confiée au Nouvel Observateur le 6 octobre 2011 : « Aujourd’hui ce qui me heurte, ce n’est pas le fait que j’ai été désavouée. Je considère que la justice n’est pas passée. Dany Leprince devait être rejugé ».

### 29 juin 2011: le parquet général d'Angers refuse de rouvrir l'enquête
L’avocat général Claude Mathon avait demandé une reprise de l’enquête dans cette affaire et transmis le dossier à la Chancellerie, qui l’avait fait suivre au parquet général d’Angers en avril 2011. Le 29 juin 2011, le procureur général d’Angers Jean-Paul Simonnot rejette cette requête, expliquant que rien dans cette affaire n’indique qu’une autre personne ait participé au quadruple meurtre, et qu’il n’y a donc pas lieu de rouvrir une enquête.

### Octobre 2011: refus de la grâce présidentielle
La grâce demandée, en 2008, par les défenseurs de Dany Leprince a été refusée le 5 octobre 2011 par le président de la République Nicolas Sarkozy.

### Avril 2012: levée de la peine de sûreté
La peine de sûreté qui devait normalement se prolonger jusqu'en 2017 a été levée le 19 avril 2012 par le tribunal d'application des peines de Melun.

### Octobre 2012: liberté conditionnelle acceptée
Le 10 octobre 2012, Dany Leprince se voit accorder une libération conditionnelle. Il sera transféré à la prison d'Agen (Lot-et-Garonne) avant d'être libéré le 19 octobre. Il devra cependant porter un bracelet électronique pendant un an.

### Octobre 2013: son bracelet électronique lui est retiré
Le 19 octobre 2013, Dany Leprince se voit retirer le bracelet électronique qu'il a été contraint de porter durant l'année écoulée.
Mais il doit continuer à observer un contrôle judiciaire strict. Il est assigné à résidence dans le Lot-et-Garonne et s'installe à Marmande.

### Février 2015: Dany Leprince divorce
Dany Leprince a divorcé de Mme Béatrice Poissant.

### Décembre 2015: une nouvelle enquête est ouverte
Le parquet du Mans, saisi par une plainte de Robert Leprince à la fin de 2014, ordonne finalement une nouvelle enquête pour trouver les complices dont l'existence a été mise en évidence par la commission de révision. Robert Leprince décède le 17 avril 2016 à Thorigné sur Dué.

### Avril 2016: nouvelle incarcération de Dany Leprince
Dany Leprince a été arrêté par les gendarmes le 21 avril 2016 pour non-respect de son assignation à résidence. Les gendarmes étaient venus lui signifier le refus d'autorisation d'assister aux obsèques de son père et, ne le trouvant pas à son domicile, avaient lancé un mandat d'arrêt contre lui. L'intéressé a été condamné à six mois de prison ferme et incarcéré à la prison de Villeneuve-sur-Lot.

### Octobre 2016: Dany Leprince de nouveau libre
Dany Leprince a quitté la prison de Villeneuve-sur-Lot le samedi 22 octobre 2016.

### Juin 2018: Dany Leprince se remarie
En juin 2018, Dany Leprince épouse Anie, d'origine sarthoise, qui le connait depuis son enfance, et qui a fait carrière en grande partie à Socopa Cherré.

### Fin 2019: Dany Leprince a un nouvel avocat
Fin 2019, Maître Olivier Morice, avocat et ténor du barreau de Paris, reprend le dossier de Dany Leprince.

### Mars 2021: Nouvelle requête en révision
Le 1er mars 2021, après un travail de plus de 15 mois, les avocats de Dany Leprince déposent une nouvelle requête en révision. Le 23 janvier 2025, après plusieurs mois d'investigations, la Commission d'instruction transmet le dossier Leprince à la formation de jugement de la Cour de révision.

### Documentaires télévisés
- Enquête sur un massacre, documentaire de Nicolas Poincaré et Saddek Chettab diffusé sur TF1 (Sept à huit, 15 janvier 2006).
- L'énigme Leprince, documentaire d'Anne-Sophie Martin, Delphine Kargayan, Jean-Baptiste de Lescure diffusé sur M6 (Secrets d'actualité, 26 novembre 2006).
- Dany Leprince : « la feuille de boucher », documentaire de Bernard Faroux et Agnès Grossmann diffusé sur France 2 (Faites entrer l'accusé, 1er avril 2007).
- La tragédie des Leprince, par Robert Namias, sur TF1, (Sept à huit, 24 juin 2007).
- L'affaire Leprince : contre-enquête sur un quadruple meurtre, documentaire de Bernard Nicolas diffusé sur Canal + (Spécial Investigation, 10 avril 2009).
- Vers la révision ?, documentaire de Pierre Vergely diffusé sur France 2 (Faits divers : le mag, 2 mai 2009).
- Massacre à domicile, documentaire de Jacques Legros diffusé sur TMC (Suspect n° 1, 22 octobre 2011).
- Affaire Dany Leprince, documentaire de Roland Agret diffusé sur Planète Justice (Quand la Justice s'égare, 2012).
- Affaire Leprince : l'énigme bientôt résolue ?, documentaire diffusé sur W9 (Enquêtes criminelles : le magazine des faits divers, 22 octobre 2008).
- L'affaire Dany Leprince (premier reportage), documentaire diffusé sur NT1 (Affaires criminelles, 5 juillet 2010).
- L'affaire Dany Leprince : meurtre en famille, documentaire diffusé sur NT1 (Chroniques criminelles, novembre-décembre 2013).
- Affaire Leprince (deuxième reportage), documentaire diffusé sur NRJ 12 (Crimes, 23 avril 2018).
- Affaire Dany Leprince : jalouserie meurtrière, documentaire diffusé sur France 2 (Au bout de l'enquête, la fin du crime parfait ?, 9 octobre 2021).

### Émissions radiophoniques
- « L'affaire Dany Leprince » le 13 juin 2014 dans L'Heure du crime de Jacques Pradel sur RTL.
- « Dany Leprince : coupable de son innocence ? » le 16 septembre 2019 dans Affaires sensibles de Fabrice Drouelle sur France Inter.